# خوز (شهرستان آراوان)
خوز (به لاتین: Khauz) یک منطقهٔ مسکونی در قرقیزستان است که در شهرستان آراوان واقع شده‌است. خوز ۱٬۵۶۵ نفر جمعیت دارد و ۸۹۰ متر بالاتر از سطح دریا واقع شده‌است.